# Уланчаб
Уланчаб (кит. 乌兰察布市, пін. Wūlánchábù Shì) — місто-округ в автономному регіоні Внутрішня Монголія.

## Географія
Уланчаб лежить на півдні Монгольського плато.

### Клімат
Місто знаходиться у зоні, котра характеризується вологим континентальним кліматом з теплим літом. Найтепліший місяць — липень із середньою температурою 18.9 °C (66 °F). Найхолодніший місяць — січень, із середньою температурою -13.3 °С (8 °F).
| Клімат Уланчаба (район Цзінін)            | Клімат Уланчаба (район Цзінін) | Клімат Уланчаба (район Цзінін) | Клімат Уланчаба (район Цзінін) | Клімат Уланчаба (район Цзінін) | Клімат Уланчаба (район Цзінін) | Клімат Уланчаба (район Цзінін) | Клімат Уланчаба (район Цзінін) | Клімат Уланчаба (район Цзінін) | Клімат Уланчаба (район Цзінін) | Клімат Уланчаба (район Цзінін) | Клімат Уланчаба (район Цзінін) | Клімат Уланчаба (район Цзінін) | Клімат Уланчаба (район Цзінін) |
| Показник                                  | Січ.                           | Лют.                           | Бер.                           | Квіт.                          | Трав.                          | Черв.                          | Лип.                           | Серп.                          | Вер.                           | Жовт.                          | Лист.                          | Груд.                          | Рік                            |
| Середній максимум, °C                     | −6                             | −3                             | 3                              | 12                             | 19                             | 23                             | 25                             | 23                             | 18                             | 12                             | 2                              | −4,4                           | 10                             |
| Середня температура, °C                   | −13                            | −10                            | −2                             | 5                              | 12                             | 16                             | 19                             | 17                             | 11                             | 5                              | −3                             | −11                            | 3                              |
| Середній мінімум, °C                      | −19                            | −16                            | −9                             | −1                             | 5                              | 10                             | 13                             | 11                             | 5                              | −1                             | −9                             | −17                            | −2                             |
| Норма опадів, мм                          | 2.2                            | 4                              | 7.8                            | 16.9                           | 24.1                           | 56.4                           | 94                             | 101.7                          | 39.4                           | 16.4                           | 5.2                            | 1.7                            | 369.8                          |
| Днів з опадами                            | 2,5                            | 2,9                            | 4,5                            | 5,4                            | 6,9                            | 10,7                           | 15,5                           | 14,1                           | 8,6                            | 5,6                            | 3,4                            | 1,9                            | 82                             |
| Вологість повітря, %                      | 58.7                           | 55.3                           | 47.4                           | 42.1                           | 42.9                           | 49.8                           | 63.3                           | 67.5                           | 62.2                           | 58.9                           | 58.6                           | 61                             | 55.6                           |
| ----------------------------------------- | ------------------------------ | ------------------------------ | ------------------------------ | ------------------------------ | ------------------------------ | ------------------------------ | ------------------------------ | ------------------------------ | ------------------------------ | ------------------------------ | ------------------------------ | ------------------------------ | ------------------------------ |
| Джерело: Weatherbase, Weatherbase (опади) |                                |                                |                                |                                |                                |                                |                                |                                |                                |                                |                                |                                |                                |

## Адміністративний поділ
Префектура поділяється на 1 район, 1 місто, 5 повітів і 4 хошуни:
| Карта | Карта                        | Карта          | Карта            |
| --- | ---------------------------- | -------------- | ---------------- |
| Сицзиван ① Чжоцзи Лянчен ② ③ ④ Фенчжень Шанду Сінхе Хуаде ① Чахар – Правий Середній стяг ② Чахар – Правий Задній стяг ③ Цзінін ④ Чахар – Правий Передній стяг |                              |                |                  |
| Статус | Назва                        | Оригінал       | Населення (2020) |
| Міський район | Цзінін                       | 集宁区         | 425 059          |
| Місто | Фенчжень                     | 丰镇市         | 195 229          |
| Повіт | Лянчен                       | 凉城县         | 119 061          |
| Повіт | Сінхе                        | 兴和县         | 167 881          |
| Повіт | Хуаде                        | 化德县         | 95 273           |
| Повіт | Чжоцзи                       | 卓资县         | 85 648           |
| Повіт | Шанду                        | 商都县         | 173 926          |
| Хошун | Сицзиван                     | 四子王旗       | 129 372          |
| Хошун | Чахар – Правий Задній стяг   | 察哈尔右翼后旗 | 103 599          |
| Хошун | Чахар – Правий Передній стяг | 察哈尔右翼前旗 | 125 172          |
| Хошун | Чахар – Правий Середній стяг | 察哈尔右翼中旗 | 86 108           |